# Максим Сураев
Максим Викторович Сураев е руски космонавт, офицер от ВВС на Русия, 104-ти в Русия, 506-и в света човек в космоса.

## Биография
Роден е на 24 май 1972 г. в Челябинск, СССР (дн. Русия). След завършване на средно образование в Ногинск, постъпва в Ейското висше военноавиационно училище, което завършва с отличие през 1997 г. Служи във ВВС на СССР, има нальот повече от 700 часа, извършва повече от 100 скока с парашут. Зачислен е в Центъра за подготовка на космонавти през декември 1997 г. Следват две години на общокосмическа подготовка и от 1999 г. е „космонавт-изпитател“. Започва подготовка за полети на МКС.

## Космическа дейност
През април 2008 г. е командир на дублиращите екипажи на Союз ТМА-12 и Союз ТМА-14.
Първият си полет Максим Сураев извършва като командир на кораба Союз ТМА-16 от 30 септември 2009 до 18 март 2010 г. Продължителността на полета е 169 денонощия 4 часа 9 минути. По време на полета става първия руски космонавт, водещ свой блог в космоса.
Втория си полет осъществява с кораба Союз ТМА-13М от 28 май до 10 ноември 2014 г. като командир, заедно с американеца Грегъри Уайсмен и белгиеца Александър Герст. Продължителността му е 165 денонощия 8 часа 1 минута.
| Космически полети на Генадий Падалка                                | Космически полети на Генадий Падалка | Космически полети на Генадий Падалка | Космически полети на Генадий Падалка | Космически полети на Генадий Падалка |
| №                                                                   | Дата                                 | КК                                   | Функции                              | Продължителност                      |
| ------------------------------------------------------------------- | ------------------------------------ | ------------------------------------ | ------------------------------------ | ------------------------------------ |
| 1                                                                   | 30 септември 2009                    | „Союз ТМА-16“                        | Командир                             | 169 денонощия 4 часа 9 мин 19 сек.   |
| 2                                                                   | 28 май 2014                          | „Союз ТМА-13М“                       | Командир                             | 165 денонощия 8 часа 1 мин 9 сек.    |
| Сумарно време в космоса – 334 денонощия 12 часа 10 минути и 28 сек. |                                      |                                      |                                      |                                      |

От 21 април 2011 г. е член на партия Единна Русия, а от 6 февруари 2016 г. влиза в състава на ръководството на партията. На 18 септември 2016 г. е избран за депутат в Държавната дума на Русия. От 23 септември е освободен от длъжността космонавт-изпитател и от Центъра за подготовка на космонавти.
По време на двата си полета е извършил 2 излизания в открития космос с обща продължителност е 8 часа и 12 минути.

## Семейство
Женен е, баща на две дъщери. В свободното си време се увлича от спорт.

## Награди
- Герой на Русия (30 октомври 2010) – за мъжество и героизъм, проявени по време на космическия полет Международната космическа станция[1]
- Орден „За заслуги пред Отечеството“ – IV степен (8 март 2016)
- Медал „За заслуги в усвояването на космоса“ (12 април 2011 г.) – за големи заслуги в областта на изследването, усвояването и използването на космическото пространство, дългогодишна добросъвестна работа, активна обществена дейност[2].
- Медал на Въоръжените сили на Руската федерация: „За воинска доблест“ II степен
- Медали „За отличие във военната служба“ I, II, III степен,
- „За служба във ВВС“.
- Почетен гражданин на Ногинск от 4 март 2010 г.